# Таран, Андрей Васильевич
Андре́й Васи́льевич Тара́н (укр. Андрій Васильович Таран; род. 4 марта 1955, Франкфурт-на-Одере, ГДР) — украинский военный и государственный деятель, дипломат, 16-й министр обороны Украины (4 марта 2020 — 3 ноября 2021). Чрезвычайный и полномочный посол Украины в Словении (4 мая 2022 — 21 декабря 2024).

## Биография
Родился 4 марта 1955 года в Франкфурте-на-Одере (ГДР) в семье военнослужащего, служившего в группе советских войск в Германии.
На военной службе с августа 1972 года, курсант. В 1970-х годах окончил Киевское высшее зенитно-ракетное ордена Ленина Краснознаменное училище имени С. М. Кирова по специальности военного инженера-радиотехника. Службу продолжил на воинской должности заместителя командира зенитной ракетной батареи.
Служил в Советской армии ВС Союза ССР. В 1980-х годах окончил Военную академию ПВО Сухопутных войск в Киеве по специальности «Управление боевыми действиями».
В 1993 году прошёл переподготовку в Институте международных отношений Киевского национального университета имени Тараса Шевченко для дипломатической службы.
В 1995—1996 годах — учился в Национальном университете обороны США в Вашингтоне, где получил квалификацию магистра по специальности «стратегия национальных ресурсов».
Свободно владеет английским языком. В Главном управлении разведки Минобороны Украины служит с января 1994 года. Директор первого департамента, заместитель начальника Главного управления разведки Министерства обороны Украины. Генерал-майор А. Таран был уволен в 2015 году с должности представителя Киева в Совместном центре по контролю и координации за прекращением огня в Донбассе (СЦКК). Ему объявлено подозрение по ст. 111 УК Украины (Государственная измена). В 2016 году уволен в запас по достижении предельного возраста нахождения на воинской службе.
В 2019 году возглавлял предвыборный штаб кандидата в президенты Игоря Смешко.
В 2020 году назначен на должность министра обороны Украины. Член СНБО (с 13 марта 2020).
2 ноября 2021 года подал в отставку по состоянию здоровья. 3 ноября 2021 года отставка была утверждена Верховной радой.
С 4 мая 2022 по 21 декабря 2024 года — чрезвычайный и полномочный посол Украины в Республике Словения.

## Награды
Является кавалером II и III степеней украинского ордена Богдана Хмельницкого

## Семья
- Жена — Таран Виктория Ивановна[2].
- Двое детей, сын и дочь[8].
- Владеет английским языком[8].